# Castelo do Esquecimento
O Castelo do Esquecimento (em armênio: բերդ Անուշ; romaniz.: berd Anuš),[a] também conhecido como Prisão do Esquecimento ou Fortaleza do Esquecimento, era um castelo e prisão política do Império Sassânida localizado no Cuzestão, no sudoeste do Irã. De acordo com o Fausto, o Bizantino e a Guerra Persa de Procópio de Cesareia, o nome se referia ao fato de que era proibido mencionar o nome do castelo ou de seus prisioneiros. Pode ser identificável com a fortaleza de Agabana mencionada por Amiano Marcelino como o local da prisão de Ársaces II. De acordo com Claudia Ciancaglini e Giusto Traina, a forma armênia berd Anuš é um empréstimo de um nome persa médio não atestado que pode ser reconstruído como *anōš bard. A forma Anyuš é uma reinterpretação posterior ou armenização da palavra original, identificando-a com a palavra comum anyuš, 'esquecido'. Ciancaglini argumenta que o significado original do nome não era 'Castelo do Esquecimento' - um sentido derivado da reinterpretação etimológica armênia - mas sim 'fortaleza imortal e imperecível' (do persa médio anōš,⁠ "imortal").

## Prisioneiros notáveis
- Ársaces II (r. 350–368), rei arsácida, que governou a Armênia como cliente romano. Capturado e aprisionado durante a invasão da Armênia por Sapor II (r. 309–379).[5]
- Cosroes IV, rei arsácida da Armênia que foi deposto e aprisionado após 387, mas foi eventualmente libertado e reintegrado ao trono sob Isdigerdes I (r. 399–420).[6]
- Cavades I, xainxá do Império Sassânida, brevemente aprisionado após ser deposto pela nobreza e clero em 496.[7]